# 艾格勒皮埃尔
艾格勒皮埃尔（法語：Aiglepierre，法語發音：[ɛɡləpjɛʁ]）是法国汝拉省的一个市镇，位于该省东北部，属于隆斯勒索涅区。

## 地理
艾格勒皮埃尔（46°57'9"N, 5°49'8"E）面积6.97 平方千米，位于法国勃艮第-弗朗什-孔泰大區汝拉省，该省份为法国东部内陆省份，北起上索恩省，西北接科多尔省，西临索恩-卢瓦尔省，南至安省，东与杜省和瑞士接壤。
与艾格勒皮埃尔接壤的市镇（或旧市镇、城区）包括：穆沙尔、阿尔布瓦、莱萨叙尔、马尔诺、蒙蒂尼莱萨叙尔、帕尼奥、普勒坦。

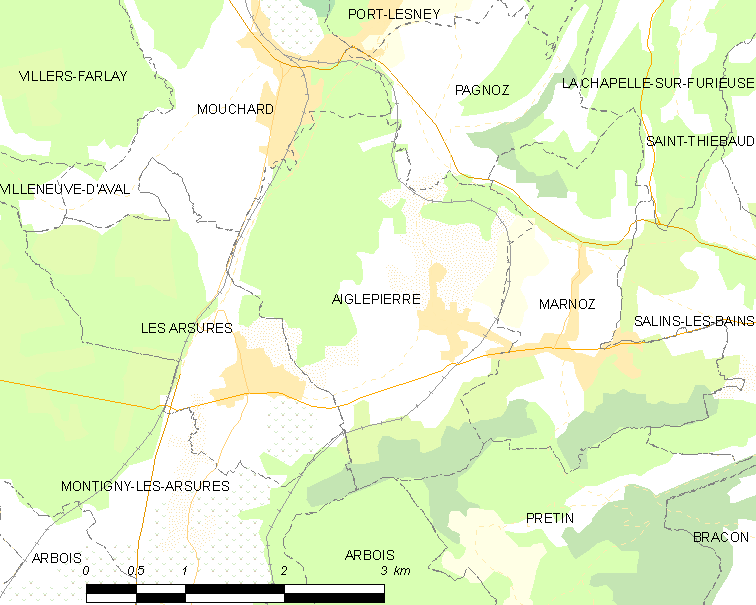
艾格勒皮埃尔的OSM定位图

艾格勒皮埃尔的时区为UTC+01:00、UTC+02:00（夏令时）。

## 行政
艾格勒皮埃尔的邮政编码为39110，INSEE市镇编码为39006。

## 政治
艾格勒皮埃尔所属的省级选区为阿尔布瓦县。

## 人口

1962-2008年间艾格勒皮埃尔人口变化图示

艾格勒皮埃尔于2022年1月1日时的人口数量为424人。